# 丹尼·達哥斯達
丹尼·维埃拉·达科斯塔（葡萄牙語：1993年7月13日—），德國職業足球員，司職後衛，現効力德甲球會美因茨。